# Tantilla semicincta
Espèce
Synonymes
- Homalocranium semicinctum
Duméril, Bibron & Duméril 1854
- Tantilla laticeps Günther, 1860
- Homalocranium lineatum Fischer, 1883

Tantilla semicincta  est une espèce de serpents de la famille des Colubridae.

## Répartition
Cette espèce se rencontre :
- au Venezuela dans les États de Mérida et de Trujillo ;
- en Colombie.

## Publication originale
- Duméril, Bibron & Duméril, 1854 : Erpétologie générale ou histoire naturelle complète des reptiles. Tome septième. Deuxième partie, p. 781-1536 (texte intégral).